# Скшетуский, Николай

Герб Скшетуского — Ястржембец

Николай (Миколай) Скшетуский (пол. Mikołaj Skrzetuski, около 1610 с. Рожново (ныне гмины Оборники Оборницкий повят, Великопольское воеводство, Польши) — 1673) — военачальник Речи Посполитой, прототип главного персонажа исторического романа польского писателя Генрика Сенкевича «Огнём и мечом» .

## Биография
Польский шляхтич герба Ястржембец. Родом из бедной шляхетской семьи.
После смерти родителей вместе с родственниками вступил в войска Речи Посполитой, размещавшиеся на территории современной Украины. Во время восстания Хмельницкого (1648—1657) сражался в отряде крылатых гусар под командованием ротмистра Марка Гдешинского.
В 1649 переодетый в крестьянскую одежду, пробрался сквозь казацко-татарское окружение из осаждённого Збаража к королю Яну Казимиру.
В 1651 участвовал в Берестецкой битве. В 1658 — подпоручик татарской хоругви старосты осекского Адама Чарнковского. Во главе этого подразделения под командованием Стефана Чарнецкого, а позже Яна III Собеского принимал участие в русско-польской войне (1654—1667) и сражениях с крымско-татарскими ордами.
В исторических документах сохранились данные о том, что его подчинённые, начиная с 1663 года совершили много грабежей и насилий, а сам Николай Скшетуский, ставший в 1664 полковником, силой пытался заставить выйти за него замуж дочку подкомория белзского Софию Завадскую (1667). Под конец жизни у него было несколько вынесенных судебных приговоров.
Умер в 1673 и похоронен в костёле кармелиток босых в Познани.
Подвиг, совершенный Скшетуским под Збаражем, вошёл в историю, однако в документах, которыми Генрик Сенкевич пользовался при написании романа, была допущена ошибка. Имя Скшетуского было изменено с Николая на Яна. Таким образом, появился литературный персонаж романа «Огнём и мечом» — Ян Скшетуский.